# Gerrit van de Weerthof
Gerrit (Gert) van de Weerthof (Veenendaal, 12 mei 1938 – 25 maart 2025) was een Nederlands voetballer, die uitkwam voor PEC, Wageningen en Vitesse. Hij speelde als verdediger.

## Carrièrestatistieken
| Seizoen         | Club            | Land            | Competitie       | Competitie | Competitie | Beker | Beker | Internationaal | Internationaal | Overig | Overig | Totaal | Totaal |
| Seizoen         | Club            | Land            | Competitie       | Wed.       | Dlp.       | Wed.  | Dlp.  | Wed.           | Dlp.           | Wed.   | Dlp.   | Wed.   | Dlp.   |
| --------------- | --------------- | --------------- | ---------------- | ---------- | ---------- | ----- | ----- | -------------- | -------------- | ------ | ------ | ------ | ------ |
| 1956/57         | PEC             | Nederland       | Tweede divisie A | –          | 10         | –     | 0     | –              | –              | –      | –      | –      | 10     |
| 1957/58         | PEC             | Nederland       | Tweede divisie B | –          | 5          | –     | 0     | –              | –              | –      | –      | –      | 5      |
| 1958/59         | PEC             | Nederland       | Tweede divisie B | –          | 2          | 2     | 1     | –              | –              | –      | –      | –      | 3      |
| 1959/60         | Wageningen      | Nederland       | Eerste divisie A | –          | –          | –     | –     | –              | –              | –      | –      | –      | –      |
| 1960/61         | Wageningen      | Nederland       | Eerste divisie B | –          | –          | –     | 0     | –              | –              | –      | –      | –      | –      |
| 1961/62         | Wageningen      | Nederland       | Eerste divisie B | –          | –          | –     | 0     | –              | –              | –      | –      | –      | –      |
| 1962/63         | Wageningen      | Nederland       | Tweede divisie A | –          | 10         | –     | 0     | –              | –              | –      | –      | –      | 10     |
| 1963/64         | Wageningen      | Nederland       | Tweede divisie B | –          | 9          | –     | 0     | –              | –              | –      | –      | –      | 9      |
| 1964/65         | Vitesse         | Nederland       | Tweede divisie A | 29         | 2          | 1     | 0     | –              | –              | –      | –      | 30     | 2      |
| 1965/66         | Vitesse         | Nederland       | Tweede divisie A | 28         | 3          | 3     | 0     | –              | –              | –      | –      | 31     | 3      |
| 1966/67         | Vitesse         | Nederland       | Eerste divisie   | 23         | 3          | 0     | 0     | –              | –              | –      | –      | 23     | 3      |
| Carrière totaal | Carrière totaal | Carrière totaal | Carrière totaal  | –          | 25         | 4     | 1     | –              | 0              | –      | 0      | 84     | 26     |

## Erelijst
Vitesse
| Nationaal      |    |         |
| Tweede divisie | 1x | 1965/66 |